# Kondom

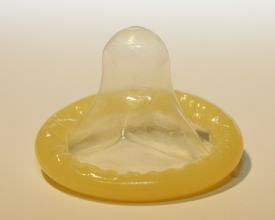
Kondom

Kondom nebo též prezervativ (slangově šprcka, šprcguma nebo jen guma) je ochranný prostředek, který zakrývá lidský penis během sexuálního styku. Jeho účelem je zabránit početí a přenosu sexuálně přenosných nemocí. Standardně jsou vyráběny z latexu či polyuretanu.

## Etymologie
Původ slova kondom (anglicky „condom“) je obvykle uváděn do souvislosti s lékařem jménem Condom nebo Quondam, který byl v letech 1660–1685 osobním lékařem anglického krále Karla II. Tento lékař doporučoval používat k ochraně střevo skopce. Předpokládá se, že král měl aspoň 14 nelegitimních dětí, takže tyto kondomy buď nebyly příliš efektivní, nebo je král nepoužíval systematicky.[zdroj?]

## Přehled

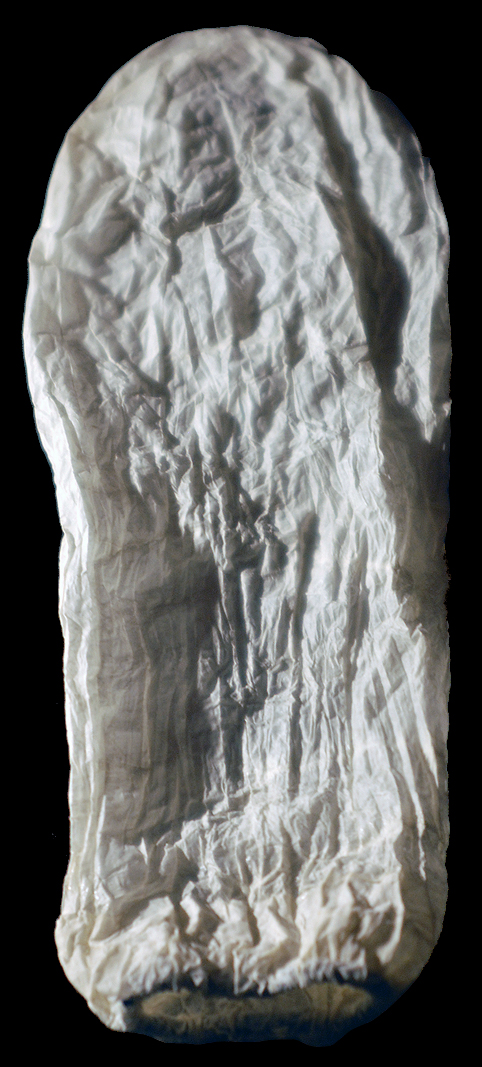
Jeden z prvních kondomů. Tyto byly vyráběny ze zvířecích vnitřností.

První snahy vyrobit kondom zahrnovaly použití tkaných látek, ale výrobky nebyly příliš účinné. První účinné kondomy byly vyráběny z ovčího střeva (nebo obecně jiné zvířecí blány) a jsou stále dostupné[zdroj?] pro svou lepší schopnost přenášet tělesné teplo a hmatové vjemy v porovnání se syntetickými kondomy, ale nejsou natolik efektivní v prevenci těhotenství a infekce. První doklady o použití kondomů jsou ze starého Egypta.[zdroj?] První doklad o použití kondomu se nachází v rytině v jeskyni Combarelles v jižní Francii. Kolem roku 1500 se při syfilitických epidemiích používaly plátěné kondomy. Do stejné doby spadá i první použití spermicidů.
Sériová výroba pryžových kondomů začala kolem roku 1850 jako výsledek vulkanizace pryže, kterou objevil Charles Goodyear. První kondomy byly vyráběny jako omyvatelné a opakovaně použitelné až do příchodu latexových v roce 1912. První lubrikované kondomy začaly být prodávány v roce 1957. V současné době se vyrábějí kondomy nejrůznějších velikostí, barev, potisku i příchutí. Před polovinou 20. století mnoho zemí zakázalo prodej kondomů a mnoho následně povolilo jejich prodej „jen na prevenci infekce“. Lokální dostupnost kondomů byla často potenciálním zákazníkům oznámena nepřímo, např. inzercí „gumových tamponů“.[zdroj?]
Latexové kondomy jsou baleny ve srolovaném stavu, jsou určeny k nasunutí na konec penisu a následné natažení přes penis v erekci. Mají „správnou“ a „nesprávnou“ stranu. Proto první věc, kterou musí uživatel udělat, je určit, která strana je která. Jakýkoli dotyk penisu na „nesprávné“ straně rolovaného kondomu před aplikací potenciálně kontaminuje povrch tekutinou, která může obsahující sperma, v tom případě by měl být kondom vyměněn.
První latexové kondomy byly téměř stejné, později se začaly objevovat modely s nádržkou pro ejakulovanou tekutinu. Jedna relativně raná inovace – „krátká čepice“ – pokrývala jen hlavu penisu, což znamenalo krok zpět při redukci přenosu infekce a těhotenství.[zdroj?]
V posledních dekádách[kdy?] výrobci produkují mnoho rozměrů, barev a tvarů kondomů, včetně aromatizovaných a speciálních, u kterých se předpokládá, že mají stimulující účinky. Tyto úpravy zahrnují zvětšené konce nebo váčky pro snadnější akomodaci žaludu a vzorované povrchy jako žebrování nebo výstupky (malé hrboly). Mnoho kondomů má přidaný spermicidní lubrikant (mazadlo), ale není to efektivní náhrada za separátní použití spermicidu (antikoncepčního prostředku). Jedna z metod testu kondomů na mikroskopické díry zahrnuje umístění testovaného kondomu přes vodicí formu s další vodicí formou na druhé straně kondomu. Nezabrání-li kondom přechodu elektrického proudu mezi dvěma vodicími formami, značí to vadu. Příběhy o dírách v kondomech se ukazují být nepravděpodobné, jsou-li dodrženy adekvátní způsoby použití (popis dále).
Kondomy vyrobené z přírodních materiálů (např. „jehněčí kůže“ – vyrobeny z jehněčích střev) nejsou efektivní na prevenci infekce. Nemnoho firem dnes vyrábí též kondomy z polyetylénu nebo polyuretanu, o kterých se předpokládá, že jsou efektivní jako latex, ale nebyly natolik testovány. Tyto alternativní materiály jsou užitečné pro ty, kteří mají alergie na latex.
Jako metoda antikoncepce mají kondomy výhodu, že jejich použití je prakticky bez vedlejších efektů a že poskytují ochranu i před sexuálně přenášenými infekcemi. Existuje paradox v použití kondomů pro antikoncepci: jejích teoretická efektivita je relativně vysoká, ale jejích skutečná efektivita je relativně nízká. Důvodem je, že mnoho lidí nedodrží správný postup při použití kondomu. I dotyk ženských genitálií stejnou (neumytou) rukou, kterou byl stažen kondom, může potenciálně způsobit těhotenství.[zdroj⁠?!] Průzkumy navíc ukázaly, že mnoho uživatelů neví, jak správně kondom nasadit, co může mít za následek natržení a sklouznutí kondomu.[zdroj⁠?!]
Proto jsou kondomy jen středně spolehlivé a až v kombinaci se spermicidy je jejich spolehlivost porovnatelná s jinými metodami antikoncepce. Avšak i když je použití kondomu kombinováno s jinou metodou antikoncepce (např. se spermicidy nebo antikoncepčními tabletkami), těhotenství je stále možné. Za jejich nevýhodu lidé považují, že jejich natažení může přerušit milostnou předehru. Někteří uvádějí, že limitují jejich prožitek, protože eliminují kožní kontakt a redukují senzorickou stimulaci (i když ženy částečně mohou řešit tento problém tréninkem poševních svalů, specificky Pubococcygeus). Mezi jinými i tyto nevýhody kondomů jsou často uváděny jako důvody, proč je někteří lidé nepoužívají.[zdroj?]

## Selhání kondomu
Nejvíc selhání kondomu je pro jejich chybné použití. To vedlo některé experty[kdo?] k požadavku za dřívější a explicitní (jasnou) sexuální výchovu, ale tyto snahy limitují religiózní skupiny protestující proti předmanželskému sexu, které cítí, že vysvětlení použití kondomů a jiných antikoncepčních prostředků mládeži podobné chování podporuje.[zdroj?] Avšak některé studie naznačují, že programy zaměřené jen na sexuální abstinenci zvýšily výskyt těhotenství. Studie FHI z roku 1994 ukázala, že většina uživatelů kondomů zřídka zažila natržení nebo sklouznutí kondomu.
Další možný, i když zřídkavý důvod selhání kondomu, je přímá sabotáž. Je mnoho zaznamenaných případů, kdy jeden partner chtěl dítě a druhý ne.[zdroj?] Obě pohlaví podle záznamů provedla podobnou věc, která obvykle zahrnuje proděravění konce kondomu víckrát s jehlou před stykem. Protože to může způsobit těhotenství nechtěné jedním z partnerů, je to obvykle považováno za podvodné a neetické.

## Správné použití
Použití mužských kondomů zahrnuje:

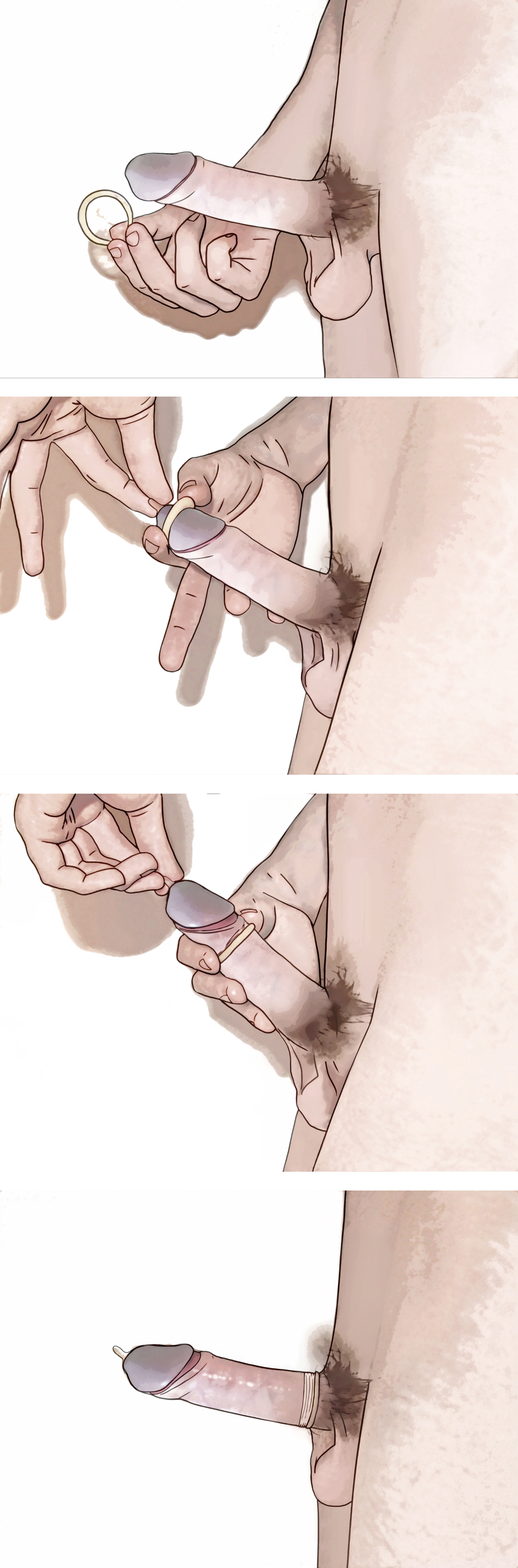
Nasazování kondomu

- Kondom neuchopovat s ostrými nehty.
- Nasadit kondom na penis hned, jak se dosáhne erekce a před kontaktem s pochvou. Je-li to možné, před jakýmkoli kontaktem s tělem partnera.
- Pro muže, který má neporušenou předkožku nebo absolvoval obnovu předkožky, se kondom nejlépe aplikuje se stáhnutou předkožkou. To maximalizuje mobilitu a redukuje možnost natržení během styku.
- Za účelem zvýšení citlivosti penisu se doporučuje přidání malého množství lubrikantu do vnitřní části kondomu před samotným nasazením kondomu na ztopořený penis. Nízká lubrikace je hlavním z důvodů protržení latexoveho kondomu.
- Ponechte trochu prostoru na konci kondomu pro semeno – většina kondomů má na konci váček. Stiskněte tento váček během natahování kondomu na prevenci vzduchové bubliny, která může později způsobit protržení kondomu.
- Vodní sexuální lubrikanty (mazadla) mohou být s kondomy používány, ale olejové lubrikanty nikoliv, protože oslabují latex a mohou způsobit trhliny. Je-li pochva suchá, lubrikant by měl být použit na redukci odírání kondomu.
- Nepoužívejte kondomy s prošlou lhůtou použití (datem expirace) – i když se jeví v pořádku, později se mohou roztrhnout.
- Jakékoli delší působení vyšší (i tělesné) teploty oslabuje latex, proto nenoste kondomy v kapse, v peněžence atd. a neskladujte je na místech s tepelnými výkyvy (např. za okny v autě atd.).
- Penis s kondomem má být vytažen hned po ejakulaci, i když lze udržet erekci dál; ponechání znamená zbytečné riziko.
- Při vytažení penisu je vhodné přidržet kondom za okraj, aby nesklouzl.
- Ruce a penis před dalším kontaktem s partnerem nutno pečlivě umýt.
- Kondomy jsou na jedno použití.
- Cítíte-li, že obyčejné kondomy jsou příliš malé nebo příliš velké, uvažujte nad použitím speciálních rozměrů nebo ženského kondomu.
- Nacvičte si použití kondomu nejdřív o samotě na dobrém světle, abyste viděli, co děláte, předtím než použijete kondom poprvé před sexem.

Nasazení mužského kondomu zahrnuje:
1. Zkontrolujte datum expirace – kondomy mají na obalu vytištěné datum expirace a číslo série.
2. Opatrně otevřete obal podél jedné strany. Dejte pozor, abyste kondom nepoškodili ostrými předměty.
3. Zkontrolujte směr odvíjení kondomu (odroluje se jen jedním směrem).
4. Dejte srolovaný kondom na konec penisu.
5. Podržte rezervoár na špičce kondomu, aby v něm při nasazování nezůstal vzduch.
6. Natáhněte kondom přes celou délku penisu.
7. Ujistěte se, že kondom není volný nebo že nespadne.

## Správná velikost pánského kondomu
Před použitím jakéhokoli pánského kondomu je třeba zkontrolovat, jestli nominální šířka kondomu souhlasí s maximálním obvodem penisu v jeho nejširším místě. Špatně zvolená velikost kondomu může způsobovat necitlivost penisu při sexu, padání kondomu při milování nebo nedostatečné fyzikální krytí kůže penisu. Využití špatné velikosti je také spojeno s fyzickým prasknutím kondomu.
Pánské kondomy se vyrábí ve standardizovaných nominálních šířkách 45 mm, 47 mm, 49 mm, 51 mm, 53 mm, 56 mm, 60 mm, 64 mm, 69 mm a 72 mm. Šířka nejběžnějšího kondomu ve Spojeném království byla 53 mm. Kondomy se šířkou menší než 50 mm jsou označovaný výrobci jako malé. Oproti tomu kondomy se šířkou větší než 60 mm jsou označovaný jako velké. Pro určení správné velikosti kondomu je třeba změřit délku a obvod penisu.